# 松阪市立松江小学校
松阪市立松江小学校（まつさかしりつ まつえしょうがっこう）は三重県松阪市の市立小学校。

## 校区
※は、一部の番地で学区（校区）が異なる。
- 井村町
- 塚本町
- 曲町
- 田牧町
- 外五曲町
- 川井町※
- 船江町※

## 児童数
2009年5月1日現在の児童数は499人であった。2016年5月1日現在の児童数は15学級370人である。

## 出身者
- 山中光茂 - 松阪市市長[4]